# Veldticola striatella
Veldticola striatella is een vlinder uit de familie snuitmotten (Pyralidae). De wetenschappelijke naam van deze soort is voor het eerst geldig gepubliceerd in 1930 door Hampson.
De soort komt voor in tropisch Afrika.